# 氨基酸N-羧基环内酸酐
氨基酸N-羧基环内酸酐，NCA，也称Leuchs酸酐，是氨基酸的内酸酐衍生物，用于药物递送、基因治疗以及组织工程等生物材料领域。氨基酸与三光气、光气、PCl5以及其他卤化剂等反应可以制备NCA，而NCA开环聚合可以制备多肽，是一种大规模制备多肽的方法。NCA在六甲基二硅氮烷以及过渡金属等亲核试剂处理后，更加易于聚合成为多肽。NCA可能与生命起源有关。

## 制备及历史
1906 年，Hermann Leuchs通过在50～70°C的真空中加热 N-乙氧基羰基或N-甲氧基羰基氨基酸氯化物首次合成NCA。
NCA这种合成方法有时被称为Leuchs方法。这种方法需要相对较高的温度，会导致一些NCA的分解。通过使用光气或其三聚体三光气处理无保护的氨基酸改进了制备方法。
最初，对NCA的研究遇到许多问题，也缺乏表征化合物所需的技术。NCA在1950年左右开始用作聚合中的单体。然而，由于存在多种副反应，导致提前终止或产生副产物，效率很低。NCA是氨基酸均聚物的前体。伊弗雷姆·卡齐尔首先使用这种方法从N-羧苄氧基-α-N-羧基-L-赖氨酸酐合成聚-L-赖氨酸，然后用碘化鏻脱保护。合成多肽生产的一大障碍在于NCA单体，需要干燥溶剂、舒伦克线、手套箱和侧链官能团的保护。2021年，吕华课题组发现，使用环氧化合物快速清除氯化氢，并且辅助氨基酸闭环并防止NCA产物在潮湿条件下发生酸催化分解。该方法证明了30多种不同α/β-氨基酸NCA的轻松合成，包括许多之前难以合成的反应性官能团的氨基酸，高产率、高纯度并且可以以十克尺度合成。

## 肽合成应用
NCA的肽合成反应无需官能团的保护，其反应性很强，会产生许多副产品。 N取代的NCA如次磺酰胺衍生物的应用使反应效果稍显改善。 

### 有机金属引发剂
由于常见的副反应，NCA 存在一致性以及分散性问题。 1998年，TJ Deming发现有机金属引发剂是一种生产低分散性产品的方法，通过使用镍和环辛二烯的络合物，Deming生产出1.15分散度的产品，适用于大多数反应，其工作原理是镍加入NCA环，将其从五元环生成一个六元环，方法为活性聚合，分子量和长度高度可控。进一步的研究中，钴也表现出与镍相似甚至更好的功效。

### 聚合诱导自组装
两亲性嵌段共聚多肽可以用于形成自组装结构，包括水凝胶、囊泡和胶束。这些已被用作药物输送载体和组织修复支架。
消除产品中有毒溶剂（如二甲基甲酰胺）残留，同时寻找产品更简单高效的制备方法是纳米医学面临的挑战。 NCA聚合的多肽可以在水溶液中自组装，避免使用了聚合产生的有毒溶剂以及沉淀步骤，改善了多功能纳米材料的体内应用。NCA一步法的反应速率快，使反应对外部条件（如湿度）的敏感性降低，改善反应条件。2019年，研究发现无需无氧条件，便可以使用 NCA 诱导的自组装制造可生物降解的纳米粒子。

## NCA衍生多肽的生物医学应用

### siRNA 递送平台合成中的 NCA
siRNA的疗法的一个主要缺点是其siRNA的大尺寸和负电荷密度缺乏合适的载体将其递送到靶细胞中。脂质纳米颗粒、聚合物偶联物和肽偶联物已经实现了将siRNA转移进入肝脏。当前siRNA转染的主要挑战是载体无法生物降解，通过NCA聚合的可生物降解的聚合物解决了这一问题。

### 合成粘蛋白
Kramer和Bertozzi提出了天然N-乙酰半乳糖基化聚（丝氨酸）（GalNAc-PS）的粘蛋白模拟糖多肽的合成。 他们在天然粘蛋白的大量尺寸范围内合成了受控分子量的糖多肽，并使用NCA聚合制备了具有不同链长和糖基化密度的小型结构库。合成的糖多肽物理特性与天然材料类似。

### 亚胺-NCA缩合
NCA可用于合成咪唑烷酮类化合物。

## 生命的起源
NCA在生命起源中的作用也得到广泛研究。有假设认为NCA可能与第一个多肽的形成有关。由于氨基酸形成多肽结构的时候，NCA被用作反应的中间体，已有多个不同的研究小组使用不同方法观察到这种现象。氨基甲酰氨基酸 (CAA) 很容易与NO/O2气体混合物反应并形成 NCA 中间体。目前已知CAA是由常规氨基酸与氰酸根离子反应产生的。因此，使CAA与已知存在的NO/O2气体反应，并形成NCA是一种有效的方案。然而，这些方法仅描述了如何开发短肽，为了产生并且延续生命，人们认为一条多肽链至少应该有60个肽段，使用之前的的方法只能产生大约 10 个左右单元的肽，没有达到维持生命的长度，因此假设在当时存在的矿物表面具有氨基酸的固体支持物，并通过NCA作为中间体进行聚合。通过这种方法，生产了长达55个单元的低聚物，接近维持生命所需的假设长度。因为氨基酸的水解是一种常见的副反应，会阻止链的持续增长，反应需要数年时间。

## 目前市面上的药物
2014年TEVA Pharmaceuticals上市的Copaxone是治疗多发性硬化症的药物，是FDA批准的唯一通过NCA聚合制备的药物。

## 相关资料
- 达金－维斯特反应